# 胜利之门

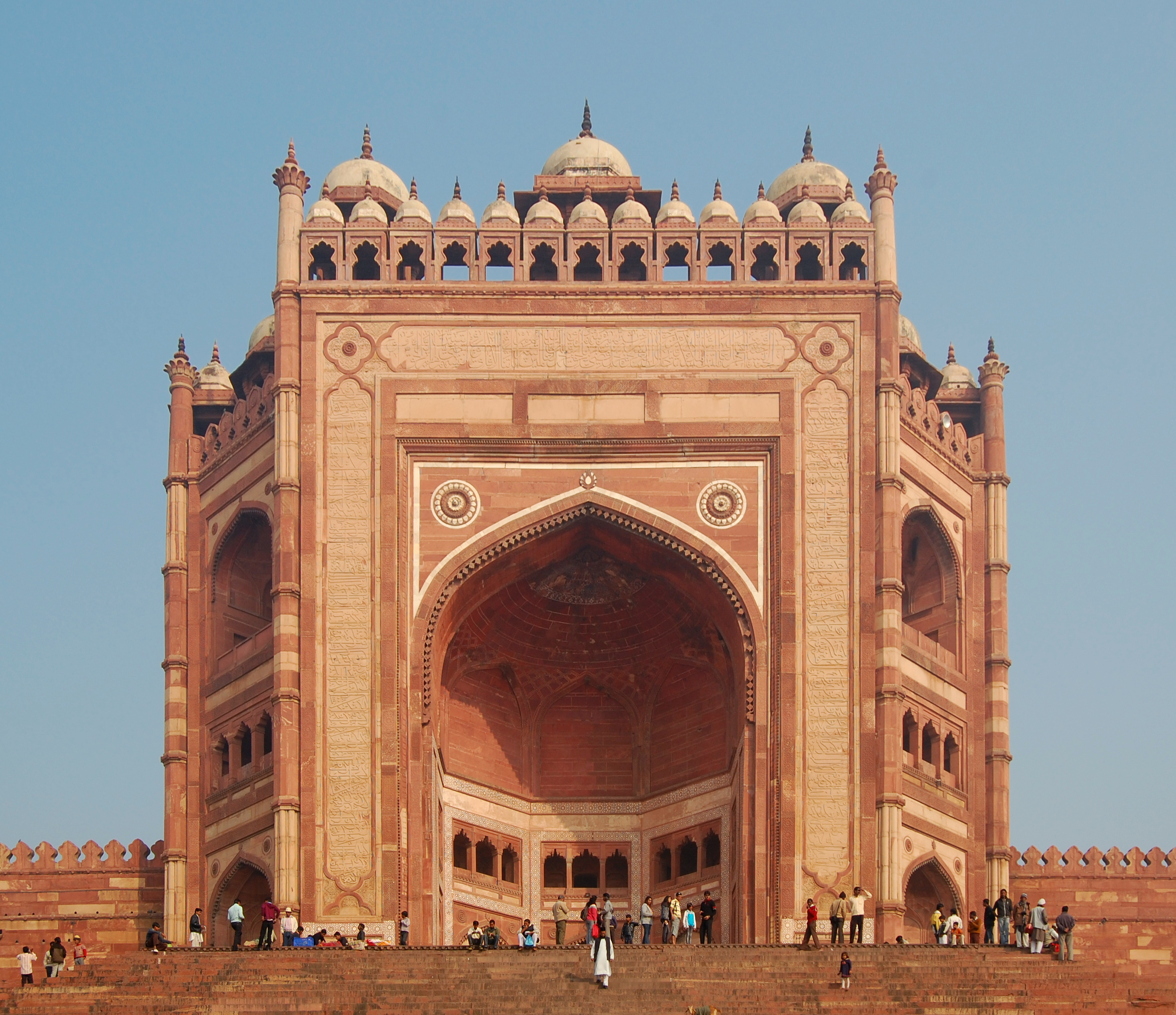
胜利之门

胜利之门（Buland Darwaza）是贾玛清真寺的主要入口，位于印度北方邦的法泰赫普尔西克里，距离阿格拉43公里。它并不是贾玛清真寺最初设计的部分，而是由莫卧儿帝国皇帝阿克巴建于1602年，以纪念他在1573年征服古吉拉特。
胜利之门是世界上最高的门，也是莫卧儿建筑的典范。它显示了阿克巴帝国技术的成熟和高度。

## 建筑

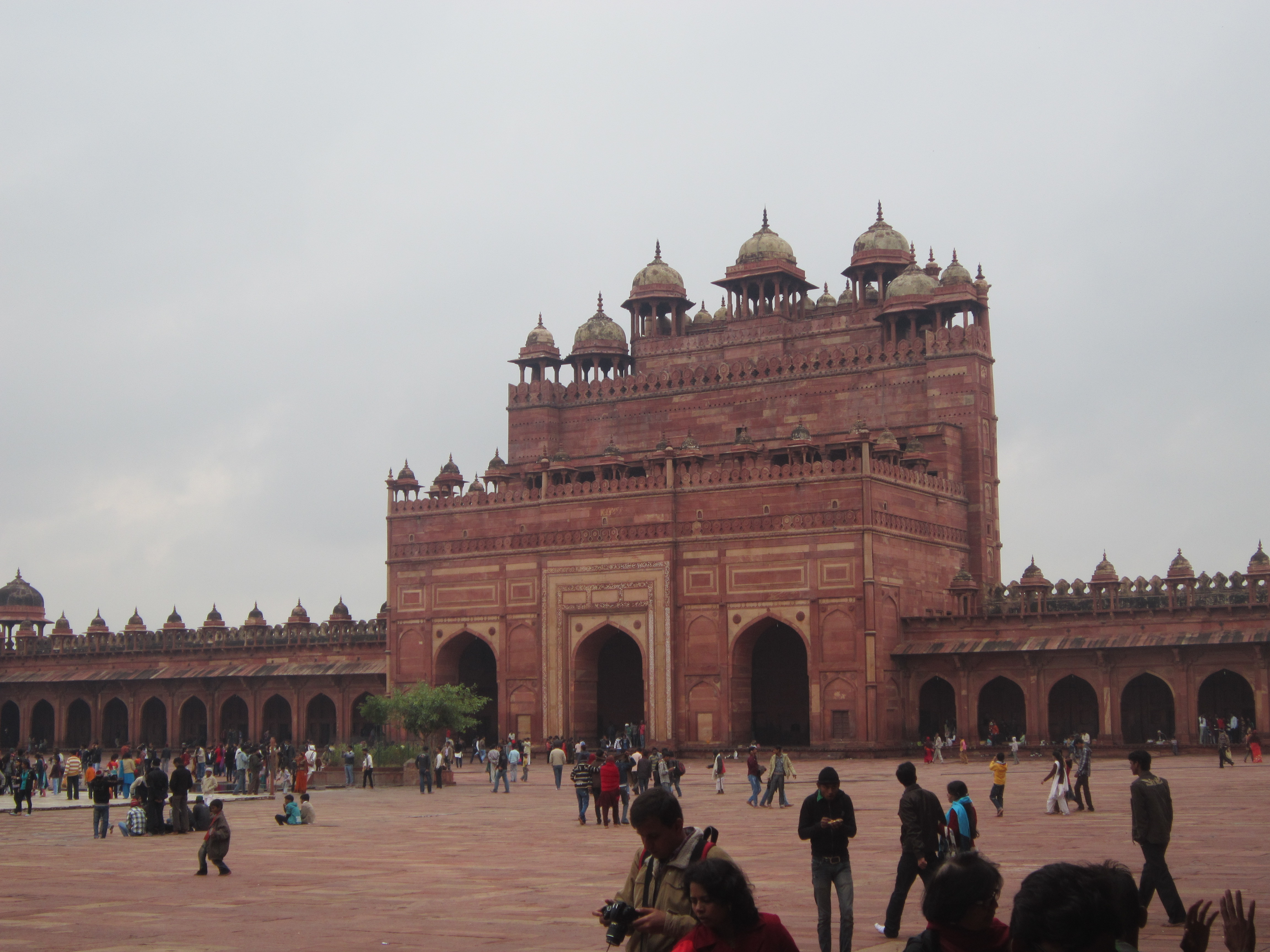

胜利之门使用红色砂岩建造，白色和黑色大理石装饰，高于清真寺的庭院。

## 铭文
在大门上，用波斯语书写的铭文上写着“玛利亚的儿子尔萨说：世界是一座桥，走过去，不要在上面盖房子。”耶稣劝告他的门徒，不要把世界视为永久的家，希望拥有世界上的东西，因为人的生命是短暂的。顶部刻有誊抄体的古兰经中的经句。